# Maison de l'architecte Kriatchkov
La maison de l'architecte Kriatchkov est une ancienne maison particulière située à Tomsk en Russie inscrite au patrimoine architectural fédéral. Elle a été construite par l'architecte Andreï Kriatchkov (1876-1950) pour lui servir d'habitation en style Modern (Art Nouveau en Russie) en 1909-1911. C'est une demeure de bois du centre historique de Tomsk, donnant sur la perspective Kirov, l'une des avenues principales de la ville.

## Histoire

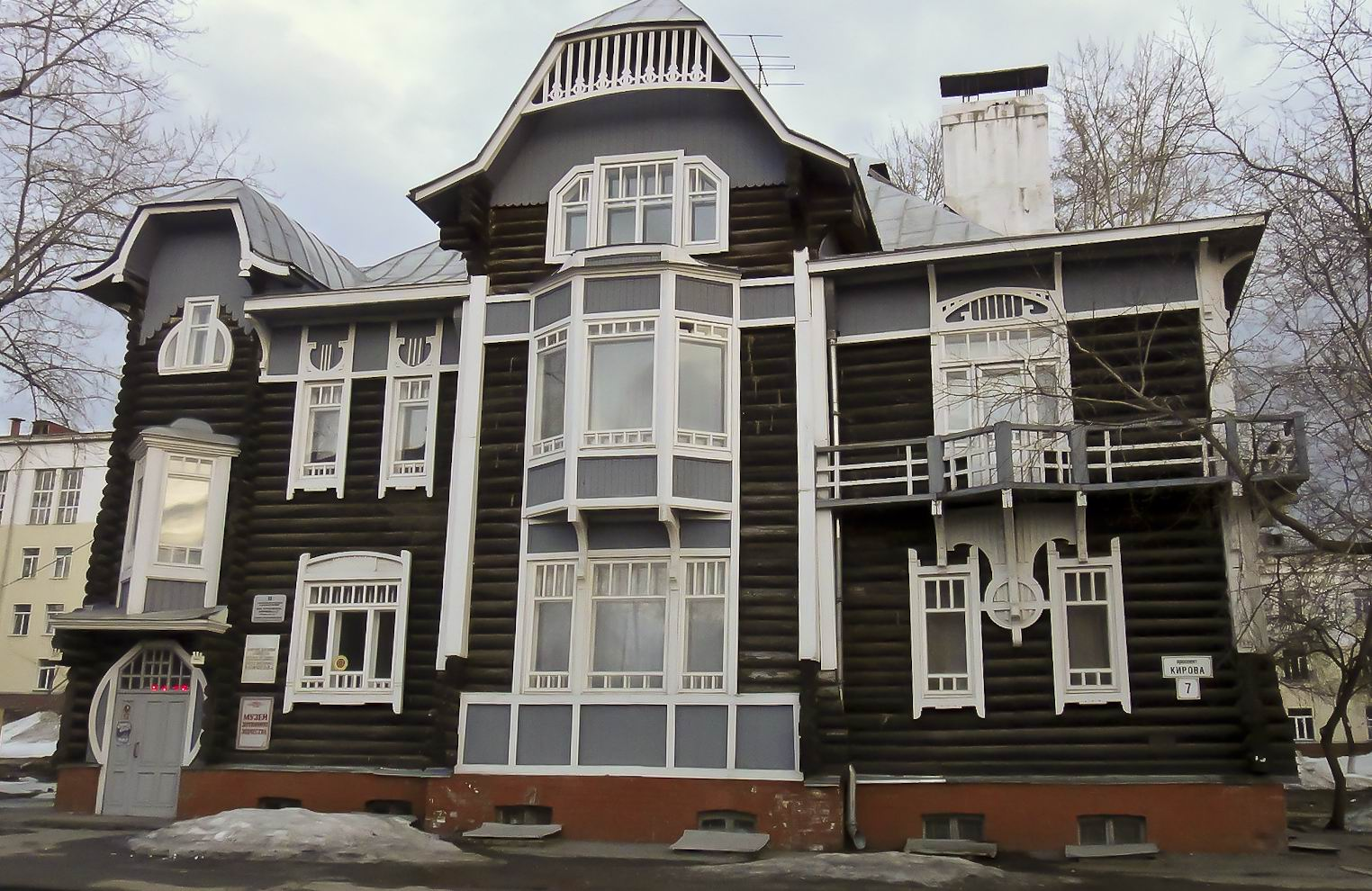
Façade avant.

Les plans de cette demeure sont réalisés par l'architecte de la ville et propriétaire, Andreï Kriatchkov, en 1909, et autorisés par les autorités municipales le 7 septembre de cette année. Elle est destinée à accueillir l'architecte de 33 ans et sa famille. Les travaux se terminent à l'hiver 1910-1911. La famille Kriatchkov y habite jusqu'en 1930, lorsque l'architecte s'installe à Novossibirsk. Après la mort de la veuve de Kriatchkov en 1959, la maison dont elle avait la jouissance passe à l'institut polytechnique de Tomsk,.
Plus tard, la maison sombre dans la décrépitude aggravée par un incendie. Elle est restaurée dans les années 1980. En 1995, elle est inscrite au patrimoine architectural d'importance fédérale. Des travaux de restauration de fond ont lieu en 2003-2008 avec le remplacement des couronnes de rondins et des poutres de plancher pourries, ainsi que la restauration de l'escalier principal, du porche, des fenêtres, des portes, des planchers, des balcons et des intérieurs. Aujourd'hui, la maison accueille le musée de l'architecture de bois Kriatchkov,.

## Architecture

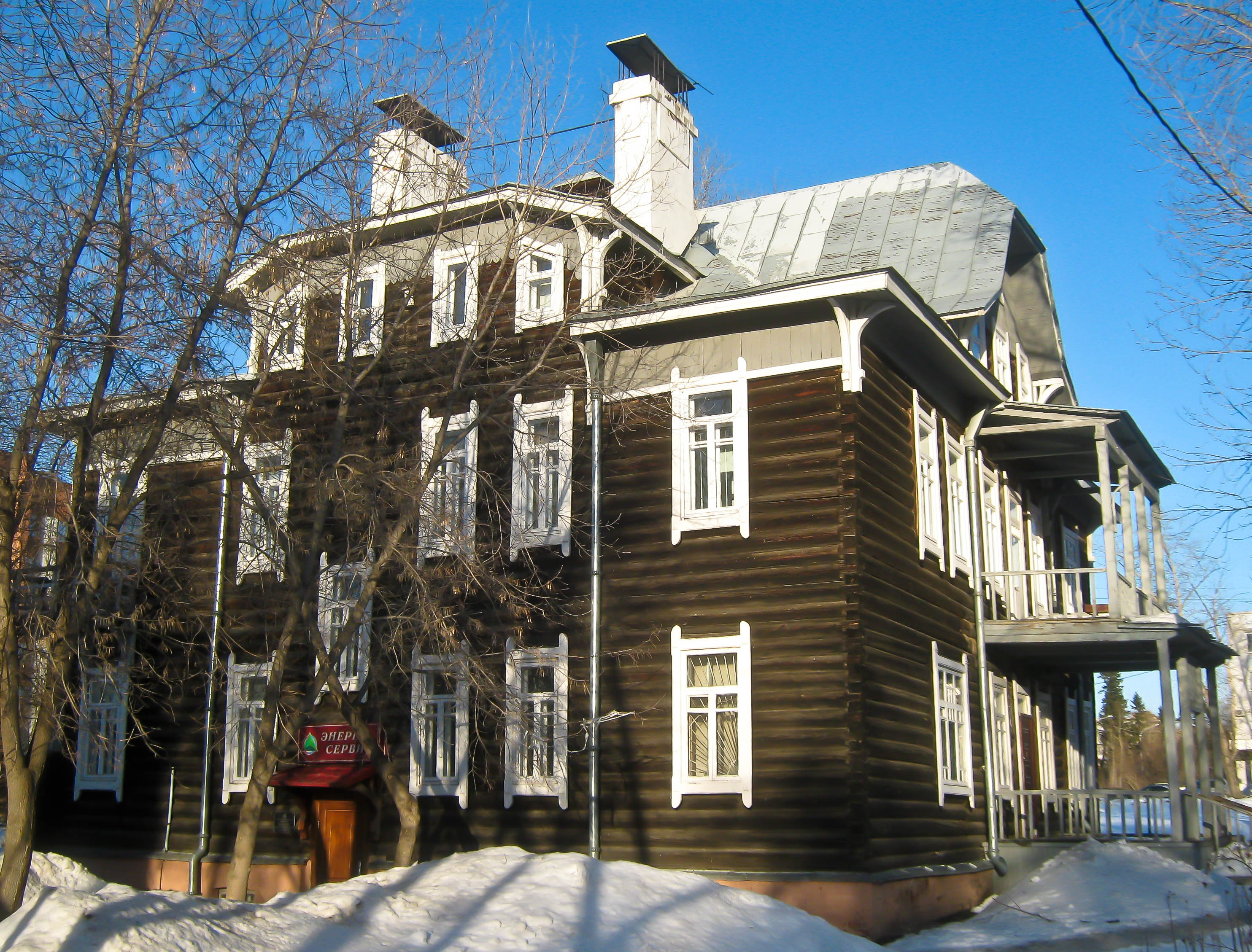
Façade de côté.

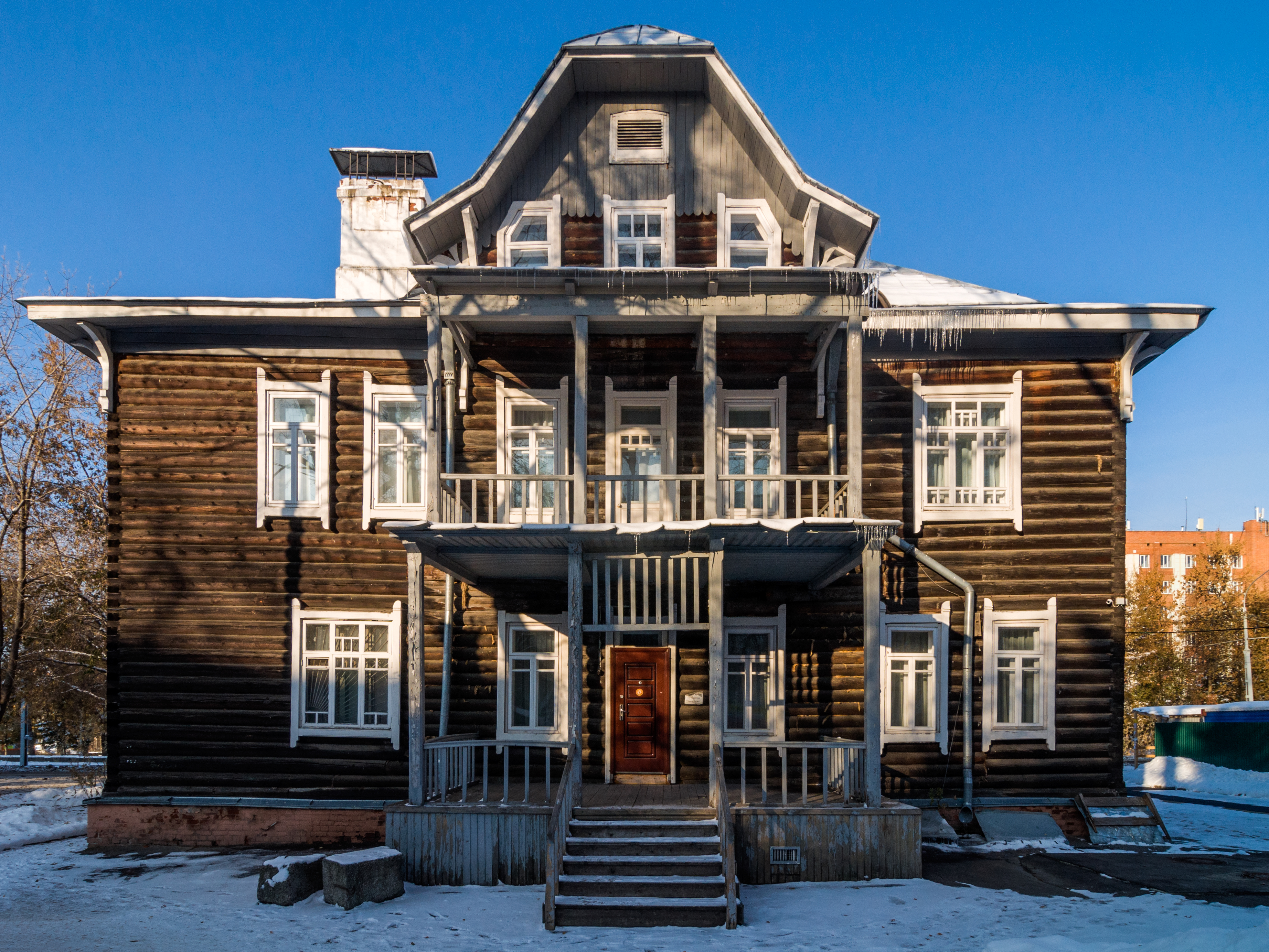
Façade arrière.

La maison est en bois sur un haut socle en brique, avec un grenier, à l'origine résidentiel, construit dans le style Art Nouveau. La composition volumétrique-spatiale est représentée par un volume compact à deux étages avec une mezzanine. Le bâtiment est de plan rectangulaire avec des volumes saillants de baies vitrées, de balcons et d'un risalit.
Le volume principal est fait de rondins empilés : le long de la façade principale, dans l'oblo, avec une diminution des couronnes de rondins plus on prend de la hauteur; tandis que sur les façades de la cour, les rondins sont dans la patte. Le toit à quatre pans, compliqué par des volumes saillants de baies vitrées et de risalit, abrite les locaux du grenier.
En ce qui concerne l'aspect décoratif, le principe d'asymétrie, caractéristique de l'Art Nouveau (appelé style Modern en Russie), prévaut. Les fenêtres ont des formes et des largeurs différentes et sont décorées d'architraves planes. La partie supérieure des murs et les frontons sont marqués de lambris verticaux ornés d'encorbellements. Les mêmes supports supportent le balcon d'angle. La porte d'entrée a un cadre rond.